# Caranha-verde
A caranha-verde (Aprion virescens) é uma espécie de caranha nativa das águas quentes tropicais do Indo-Pacífico, sendo um peixe muito importante para pescadores artesanais da região. É o único membro do gênero Aprion, da família Lutjanidae. Possui um corpo alongado esverdeado-acinzentado, juvenis tendem a ter uma coloração mais azulada. A caranha-verde habita recifes de corais em ilhas e atóis, preferindo ficar a espreita em lagunas rasas em busca de presas, como pequenos peixes e crustáceos.

## Hábitat e distribuição
A caranha-verde é nativa do Indo-Pacífico, sendo encontrada na costa da África do Sul para as Maldivas, onde é um peixe muito apreciado pela culinária local, para o Mar da Andaman, na costa da Tailândia e Myanmar até o sul do Japão, em Ryukyu e Ogasawara para a Micronésia até Palau e Ilhas Marshall para o Havaí e Polinésia Francesa, incluindo a Austrália e Nova Caledônia.